# Nicolas V d'Alexandrie
Pour les articles homonymes, voir Nicolas V (homonymie).
Nicolas V, né Nicolas Évangélidis (Νικόλαος Ευαγγελίδης) en 1876 à Ioannina et mort en 1939, est pape et patriarche orthodoxe d'Alexandrie et de toute l'Afrique du 11 février 1936 au 3 mars 1939.